# Ratih Kumala
Ratih Kumala (* 1980 in Jakarta) ist eine indonesische Autorin.
Sie studierte an der Sebelas Maret Universität in Surakarta Englische Literatur. Bisher sind von ihr vier Romane und eine Kurzgeschichtensammlung erschienen. Sie schreibt außerdem Drehbücher für das indonesische Fernsehen sowie Kinofilme. Ihr Roman Gadis Kretek (2012) erschien zur Frankfurter Buchmesse 2015 bei CulturBooks unter dem deutschen Titel Das Zigarettenmädchen, in der Übersetzung von Hiltrud Cordes. Für den Roman hat die Autorin einen Teil ihrer eigenen Familiengeschichte literarisch verarbeitet, wie sie in einem Interview erzählt.
Kumala ist verheiratet mit dem Autor Eka Kurniawan. Sie haben eine gemeinsame Tochter.

## Werke
- Tabula Rasa, Roman, 2004
- Genesis, Roman, 2005
- Larutan Senja, Kurzgeschichten, 2006
- Kronik Betawi, Roman, 2009
- Gadis Kretek, Roman, 2012 (Short-list Khatulistiwa Literary Award 2012), dt. Das Zigarettenmädchen, CulturBooks Verlag, 2015